# دورتی فی
دورتی فی (انگلیسی: Dorothy Fay؛ ۴ آوریل ۱۹۱۵ – ۵ نوامبر ۲۰۰۳) یک هنرپیشه اهل ایالات متحده آمریکا بود. 